# Kremmen
Kremmen ist eine kreisangehörige Stadt im Landkreis Oberhavel in Brandenburg. Die heutige Stadt entstand 2001 durch den Zusammenschluss der Kernstadt Kremmen mit sechs umliegenden Gemeinden. Sie ist Mitglied der Arbeitsgemeinschaft „Städte mit historischen Stadtkernen“.

## Geografie

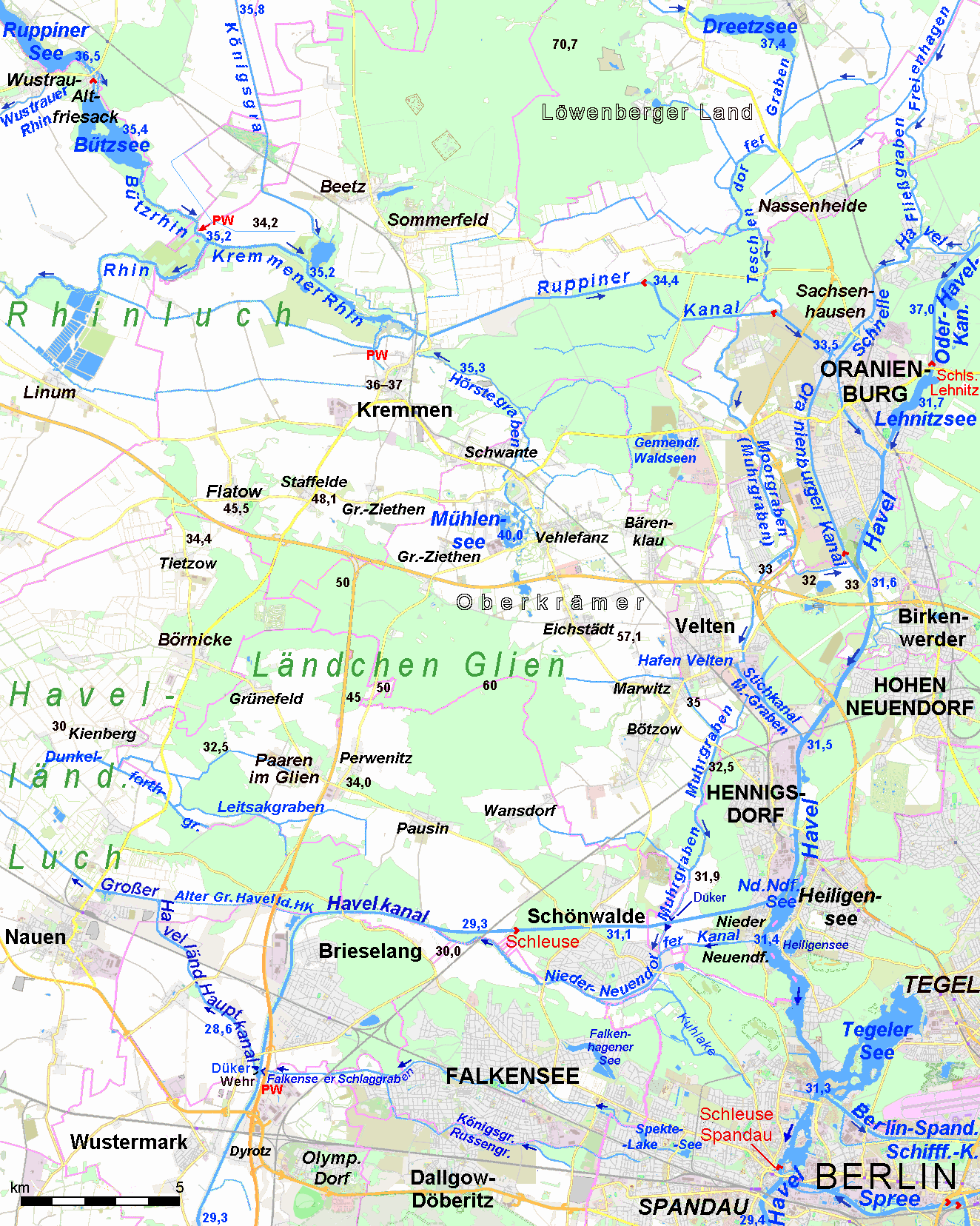
Gemeindegebiet von Kremmen und seine Umgebung mit Höhen und Gewässern

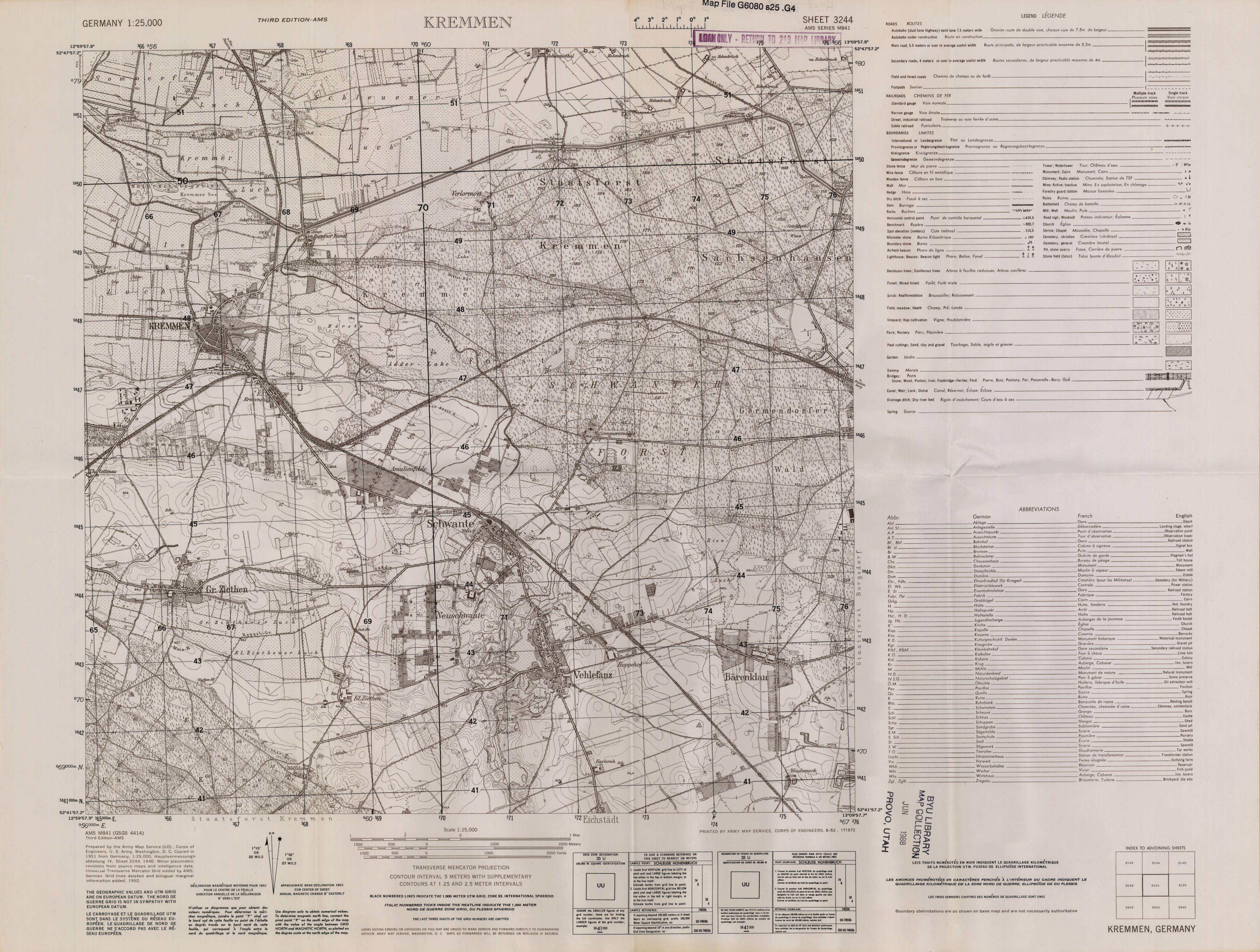
Eine Karte von Kremmen und Schwante aus dem Jahr 1940

Kremmen liegt im Südwesten des Landkreises Oberhavel. Im Stadtgebiet befindet sich der westlichste Punkt des Landkreises. Die Kernstadt entstand im 13. Jahrhundert an einem Übergang (Kremmer Damm; auch Kremmener Damm geschrieben) über das Kremmener Luch. Südlich der Stadt erstreckt sich das Waldgebiet des Krämer, dessen Name sich ebenfalls vom Namen der Stadt ableitet. Im Norden liegt das Waldgebiet Rüthnicker Heide, im Osten schließt sich die Zehdenick-Spandauer Havelniederung an. Die mittelalterlichen Wurzeln sind in etlichen heutigen Straßennamen wie Alte Wallstraße, Schwedengasse, Burgweg usw. bis heute erkennbar.

## Stadtgliederung
Die Stadt Kremmen gliedert sich nach ihrer Hauptsatzung in sieben Ortsteile:
- Beetz mit den bewohnten Gemeindeteilen Ludwigsaue und Neu Ludwigsaue
- Flatow
- Groß-Ziethen
- Hohenbruch mit den Gemeindeteilen Johannisthal und Verlorenort
- Kremmen mit den Gemeindeteilen Amalienfelde, Linumhorst und Orion
- Sommerfeld
- Staffelde mit den Gemeindeteilen Charlottenau und Kuhsiedlung

Es gibt die Wohnplätze Alter Hof, Behrensbrück, Charlottenhof, Döringsbrück, Dorotheenhof, Karolinenhof, Klein Asien, Knödels Hof, Lange Horst, Moldenhauer Hof, Moorhof, Neukammer, Sana-Kliniken, Schleuener Luch, Schleuse Hohenbruch und Siemenshof.

## Geschichte

### Geschichte Kremmens
Die erste urkundliche Erwähnung des Ortes als Cremmene datiert auf den 28. Dezember 1216, als der Brandenburger Bischof Siegfried II. bei seiner Amtsübernahme dem Brandenburger Domkapitel seine Archidiakonatsrechte bestätigte. 1298 erhielt er die Stadtrechte. Allerdings ist die heute im Brandenburgischen Landeshauptarchiv in Potsdam-Golm liegende Urkunde eine Fälschung aus dem 16. Jh. Der Ortsname stammt aus dem Slawischen und bedeutet Kieselstein.
In Kremmen wurde am 20. Juni 1236 der Vertrag von Kremmen zwischen den Markgrafen Johann I. und Otto III. von Brandenburg einerseits und Herzog Wartislaw III. von Pommern andererseits abgeschlossen.
Mit dem Vertrag von Kremmen vom 29. Januar 1318, als den Johannitern die vom markgräflichen Vogt zurückgehaltenen Güter des 1312 aufgelösten Templerordens, darunter Tempelhof, mit allen Pertinentien (Zubehör zum Grundbesitz in Form von Rechten und Sachen) gegen Zahlung von 1250 Mark für die Ernennung Markgraf Woldemars zum Schutzherrn und Sachwalter der Interessen der Johanniter ausgehändigt wurden, konnte der Übergang der brandenburgischen Templergüter in den Besitz der Johanniter endgültig realisiert werden.
Am Kremmer Damm fanden im Mittelalter zwei bedeutende Schlachten statt. Im Pommersch-Brandenburgischen Krieg kämpfte der brandenburgische Markgraf Ludwig von Brandenburg gegen die Herzöge von Pommern und verlor. Im Jahre 1412 kämpften hier erneut die Brandenburger gegen die Pommern. Die Überlieferungen beider Schlachten sind teilweise widersprüchlich und haben sich über die lange Zeit vermutlich vermischt. 1845, also mehr als 400 Jahre später, ließ Friedrich Wilhelm IV. am Straßenrand des Kremmener Dammes ein steinernes Gedenkkreuz aufstellen, das alle Vorüberkommenden an die Kämpfe des Jahres 1412 erinnern und vor allem den fränkischen Ritter Graf Johann von Hohenlohe ehren sollte, der an der Seite des Brandenburgers kämpfte und hier starb.
Durch ihre Loyalität in den Brandenburgisch-Pommerschen Kriege kam die Familie von Bredow in den Besitz der Gerichtsbarkeit der Stadt und wurde damit zum adeligen Landesherren.
Kremmen liegt am Pilgerweg Berlin–Wilsnack, der seit dem Ende des 14. Jahrhunderts begangen wurde.
Wie viele andere Städte wurde Kremmen im 17. Jahrhundert von der Pest heimgesucht. Stadtbrände sind aus den Jahren 1606, 1630 und 1680 überliefert. Der brandenburgische Kurfürst erließ deshalb Mitte des 17. Jahrhunderts die Order, dass Scheunen künftig nur noch außerhalb der Stadtmauern zu errichten seien. So entstand das Scheunenviertel am Rande Kremmens, das heute als das deutschlandweit größte noch erhaltene historische Scheunenviertel gilt.
Der Dreißigjährige Krieg verwüstete Stadt und Land schwer. Die von Bredows verloren Güter und Geld und trennten sich nach dem Krieg von ihren Besitzungen in Kremmen. Da die Familie in viele Teile zerfallen war, dauerte dieser Prozess mehrere Jahrzehnte und die Herrschaft über Kremmen zerfiel in mehrere Teile. 1653 ging ein Teil an die Kurfürstin Luise Henriette von Oranien, andere Teile gingen 1649 an den kurbrandenburgen Generalmajor Marcus von der Lütcke.
1879 wurde die Stadt Sitz des Amtsgerichts Kremmen. Kremmen erhielt 1893 durch den Bau der Kremmener Bahn einen Eisenbahnanschluss nach Berlin.
Zur Zeit des NS-Regimes befand sich im Ortsteil Orion eine Bunkeranlage, die als Munitionsfabrik genutzt wurde. Sie wurde im Krieg beschädigt und in den Folgejahren geplündert, zugeschüttet und ab dem Jahr 2000 beseitigt. Im Zweiten Weltkrieg waren um Kremmen, ungefähr in den heutigen Ortsteilen Groß-Ziethen, Sommerfeld und Verlorenort, Scheinwerferstellungen der Flakartillerie stationiert, die mit Luftwaffenhelfern einer Oberschule aus Zwickau in Sachsen besetzt waren.

### Geschichte der Ortsteile (Auswahl)
- Flatow wurde 1355 erstmals urkundlich erwähnt. Bereits damals trug der Ort seinen heutigen Namen. Er bedeutet Ort, wo Ähren wachsen. Der älteste Besitzer des Ortes war die Familie von Bredow. Im Dreißigjährigen Krieg wurde Dietrich von Hake Eigentümer des Gutes Flatow wie auch des Gutes Kremmen.
- Hohenbruch wurde 1595 als Flurname erwähnt, 1710 durch Erlass Friedrichs I. für Glaubensflüchtlinge aus dem Berner Oberland gegründet.[7]

### Verwaltungsgeschichte
Von 1815 bis 1947 gehörte Kremmen zum Kreis Osthavelland der preußischen Provinz Brandenburg, 1947–1952 des Landes Brandenburg der SBZ/DDR. 1952–1993 war die Stadt Teil des Kreises Oranienburg (bis 1990 im DDR-Bezirk Potsdam, 1990–1993 wieder im Land Brandenburg). Seit der Kreisreform in Brandenburg im Jahr 1993 gehört Kremmen zum Landkreis Oberhavel.
Im Zuge der Ämterbildung 1992 im Land Brandenburg schlossen sich Beetz, Flatow, Groß-Ziethen, Sommerfeld, Staffelde und die Stadt Kremmen zum Amt Kremmen zusammen. Als Zeitpunkt des Zustandekommens des Amtes wurde der 31. Juli 1992 festgelegt. Die Gemeinden Beetz, Flatow, Groß-Ziethen, Sommerfeld, Staffelde und die Stadt Kremmen (Amt Kremmen) und die Gemeinde Hohenbruch (Amt Oranienburg-Land) schlossen sich am 31. Dezember 2001 zur neuen Stadt Kremmen zusammen. Das Amt Kremmen wurde aufgelöst.

## Bevölkerungsentwicklung
| Jahr | Einwohner |
| ---- | --------- |
| 1875 | 2 841     |
| 1890 | 2 758     |
| 1910 | 2 784     |
| 1925 | 2 769     |
| 1933 | 2 977     |
| 1939 | 3 304     |

| Jahr | Einwohner |
| ---- | --------- |
| 1946 | 3 605     |
| 1950 | 3 823     |
| 1964 | 3 301     |
| 1971 | 3 154     |
| 1981 | 2 954     |
| 1985 | 2 898     |

| Jahr | Einwohner |
| ---- | --------- |
| 1990 | 2 680     |
| 1995 | 2 713     |
| 2000 | 2 944     |
| 2005 | 7 373     |
| 2010 | 7 102     |
| 2015 | 7 238     |

| Jahr | Einwohner |
| ---- | --------- |
| 2020 | 7 700     |
| 2021 | 7 710     |
| 2022 | 7 492     |
| 2023 | 7 518     |
| 2024 | 7 535     |

Gebietsstand des jeweiligen Jahres, Einwohnerzahl: Stand 31. Dezember (ab 1991). Ab 2011 auf Basis des Zensus 2011. Ab 2022 auf Basis des Zensus 2022
Die Zunahme der Einwohnerzahl 2005 ist auf den Zusammenschluss mehrerer Gemeinden mit der Stadt Kremmen im Jahr 2001 zurückzuführen.

## Politik

### Stadtverordnetenversammlung
Die Stadtverordnetenversammlung von Kremmen besteht aus 18 Stadtverordneten und dem hauptamtlichen Bürgermeister. Die Kommunalwahl am 9. Juni 2024 führte bei einer Wahlbeteiligung von 69,2 % zu folgendem Ergebnis:

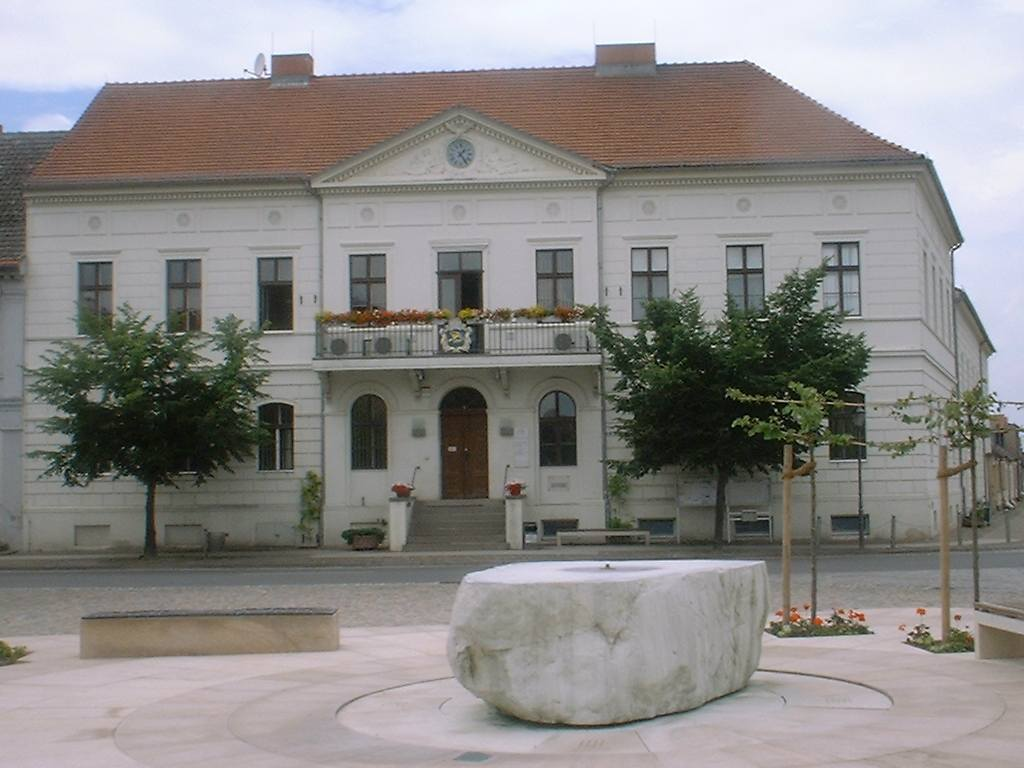
Rathaus Kremmen

| Partei / Wählergruppe                                           | Stimmenanteil 2019 | Sitze 2019 |        | Stimmenanteil 2024 | Sitze 2024 |
| --------------------------------------------------------------- | ------------------ | ---------- | ------ | ------------------ | ---------- |
| CDU                                                             | 26,3 %             | 5          | 26,9 % | 5                  |            |
| Freie Wähler Ortsteile Kremmen                                  | –                  | –          | 21,7 % | 4                  |            |
| AfD                                                             | –                  | –          | 19,1 % | 3                  |            |
| Die Unabhängigen Bürger                                         | 19,7 %             | 3          | 13,9 % | 2                  |            |
| SPD                                                             | 16,1 %             | 3          | 10,9 % | 2                  |            |
| Bündnis 90/Die Grünen                                           | 04,5 %             | 1          | 03,8 % | 1                  |            |
| Bürger für Kremmen                                              | –                  | –          | 03,0 % | 1                  |            |
| FDP                                                             | –                  | –          | 00,8 % | –                  |            |
| Unabhängige Wählergemeinschaft/ Landwirtschaft-Gartenbau-Umwelt | 23,3 %             | 4          | –      | –                  |            |
| Die Linke                                                       | 05,9 %             | 1          | –      | –                  |            |
| NPD                                                             | 04,1 %             | 1          | –      | –                  |            |
| Insgesamt                                                       | 100 %              | 18         | 100 %  | 18                 |            |

### Bürgermeister
- 1990–1993: Michael Kinne (SPD)
- 1993–2001: Christoph Brunner (Bündnis 90/Die Grünen)[17]
- 2001–2017: Klaus-Jürgen Sasse (SPD)[18]
- seit 2017: Sebastian Busse (CDU)

Busse wurde in der Bürgermeisterstichwahl am 27. November 2016 mit 56,9 Prozent der gültigen Stimmen gewählt. In der Stichwahl am 13. Oktober 2024 wurde er mit 52,5 % der gültigen Stimmen in seinem Amt bestätigt. Seine Amtszeit beträgt acht Jahre.

### Wappen, Flagge und Dienstsiegel
| Wappen von Kremmen | Blasonierung: „In Blau linksgewendet ein goldener Adler mit roten Fängen, der sich auf einer rot-bewehrten silbernen Gans festkrallt und seinen Schnabel in ihren Hals schlägt.“ |
| Wappen von Kremmen | Wappenbegründung: Das Wappen wird in der heutigen Form seit 1842 benutzt. Über die Symbolik gibt es mehrere Deutungsversuche z. B. ein Hahn, der eine Henne befruchtet, in Anspielung darauf, dass 1298 ein Vogt Gallus als Gründer genannt wird; oder ein Adler, der eine Gans „krimmt“ (mittelhochdeutsch krimmen = totkratzen) als den Stadtnamen erklärendes Wappenbild. Auch auf älteren Siegeln, z. B. von 1584 ist ein beutemachender Raubvogel zu erkennen. Das Wappen wurde vom Erfurter Heraldiker Frank Diemar gestaltet und am 14. November 2002 durch das Ministerium des Innern genehmigt. |

„Die Flagge ist Gelb - Blau - Weiß (1:4:1) und zeigt die Wappenfiguren im Mittelstreifen.“
Das Dienstsiegel zeigt das Wappen der Stadt mit der Umschrift STADT KREMMEN • LANDKREIS OBERHAVEL.

### Partnergemeinde
Mit dem polnischen Suchożebry hat Kremmen eine Gemeindepartnerschaft geschlossen.

## Sehenswürdigkeiten

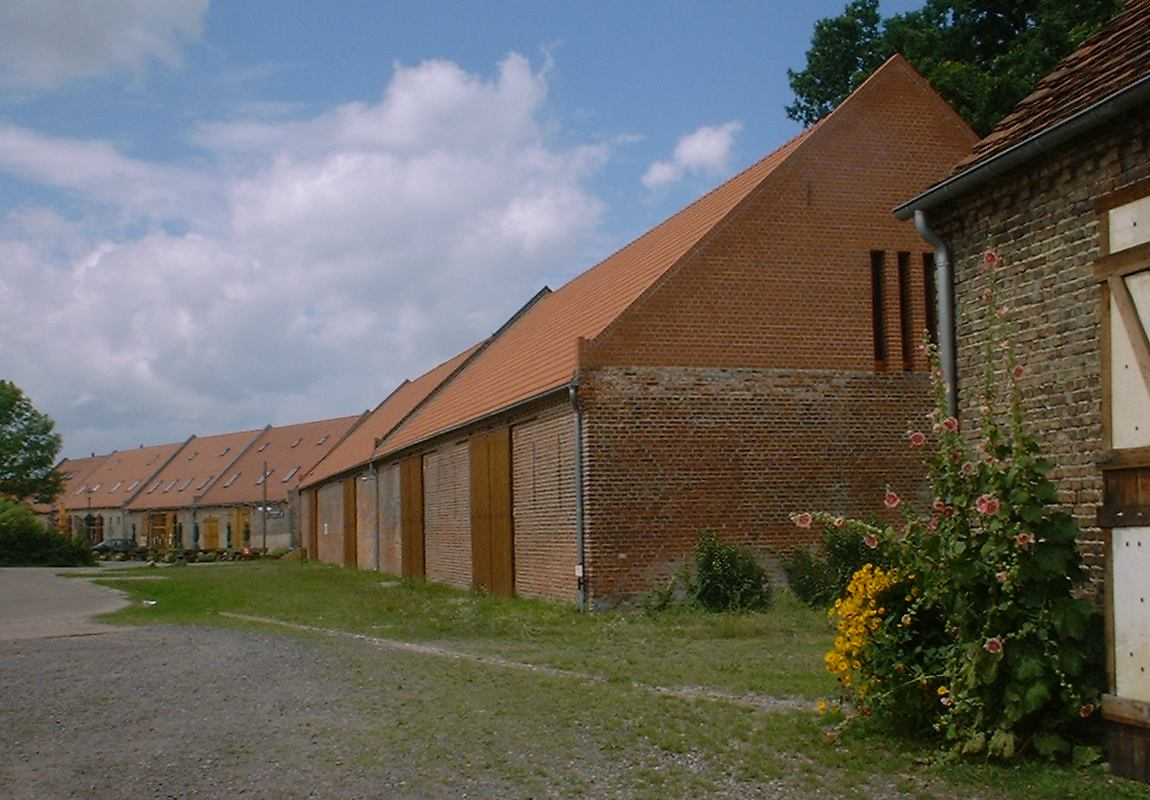
Scheunenviertel

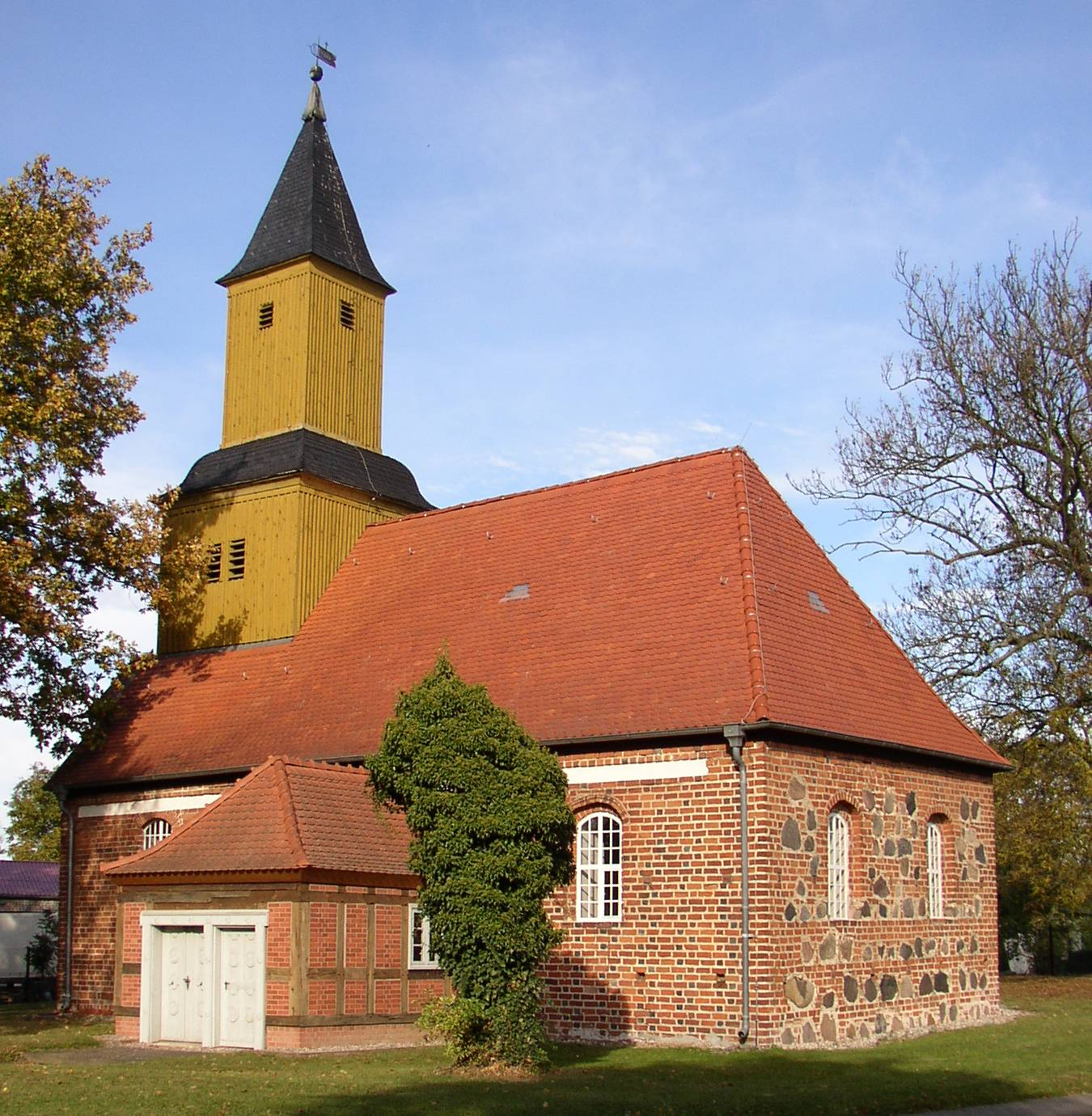
Dorfkirche in Staffelde

Die Liste der Baudenkmale in Kremmen enthält alle Kremmener Boden- und Baudenkmale aus der Denkmalliste des Landes Brandenburg.
- Kirche St. Nikolai aus der Zeit um 1200 mit barocker Ausstattung und Schuke-Orgel von 1961
- Marktplatz mit Rathaus (1841 nach einem Stadtbrand neoklassizistisch errichtet) und Klubhaus Kremmen
- Scheunenviertel (noch 40 der ursprünglich 70 Scheunen sind erhalten), in einem Gebäude sind ein Museum und ein Hofladen eingerichtet
- Theater tiefste Provinz, besteht seit April 2006
- Schloss/Gut Staffelde, Kirche aus dem 15./16. Jahrhundert und „Dorfkrug“, ein Vorlaubenhaus aus dem 18. Jahrhundert
- Kirche Flatow, 1472 von Matthias von Bredow errichtet, Backsteinbau mit schiefergedeckten Turm[24]
- Erbbegräbnisstätte nordöstlich des Gutshauses in Beetz im ehemaligen Gutspark, von Alexander Ferdinand Ludolf von Quast errichtet
- Nähmaschinenmuseum Sommerfeld
- Gedenktafeln
  - Gedenktafel von 1973 Am Markt Nr. 5 für die jüdische Familie Borchardt, die in einem Vernichtungslager ermordet wurde
  - Gedenktafel in Kremmen -Staffelde für Theodor Billroth
  - Gedenktafel in der Raniesstraße/Ecke Dammstraße für den Arbeitersportler und Antifaschisten Erich Paulig, der 1941 im KZ Groß-Rosen ermordet wurde
  - Gedenktafel an der Schule Straße der Einheit/Ecke Ruppiner Chaussee für die Häftlinge eines KZ-Todesmarsches, die im April 1945 von SS-Männern erschossen wurden
  - Todesmarsch-Tafel an der Einfriedungsmauer der Kirche im Ortsteil Sommerfeld
  - Todesmarsch-Tafel am Ortsausgang von Sommerfeld in Richtung Hohenbruch

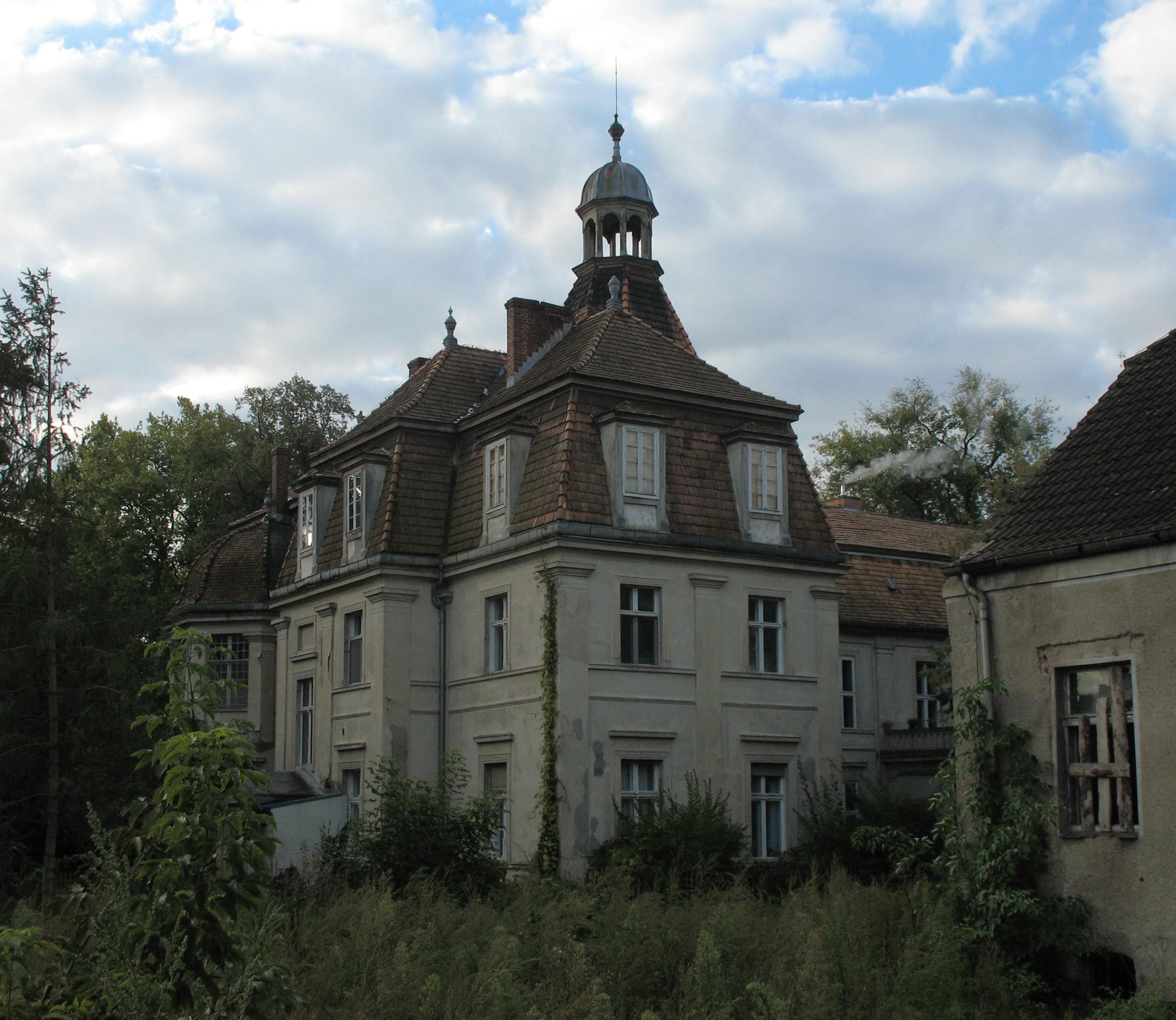
Gutshaus in Staffelde
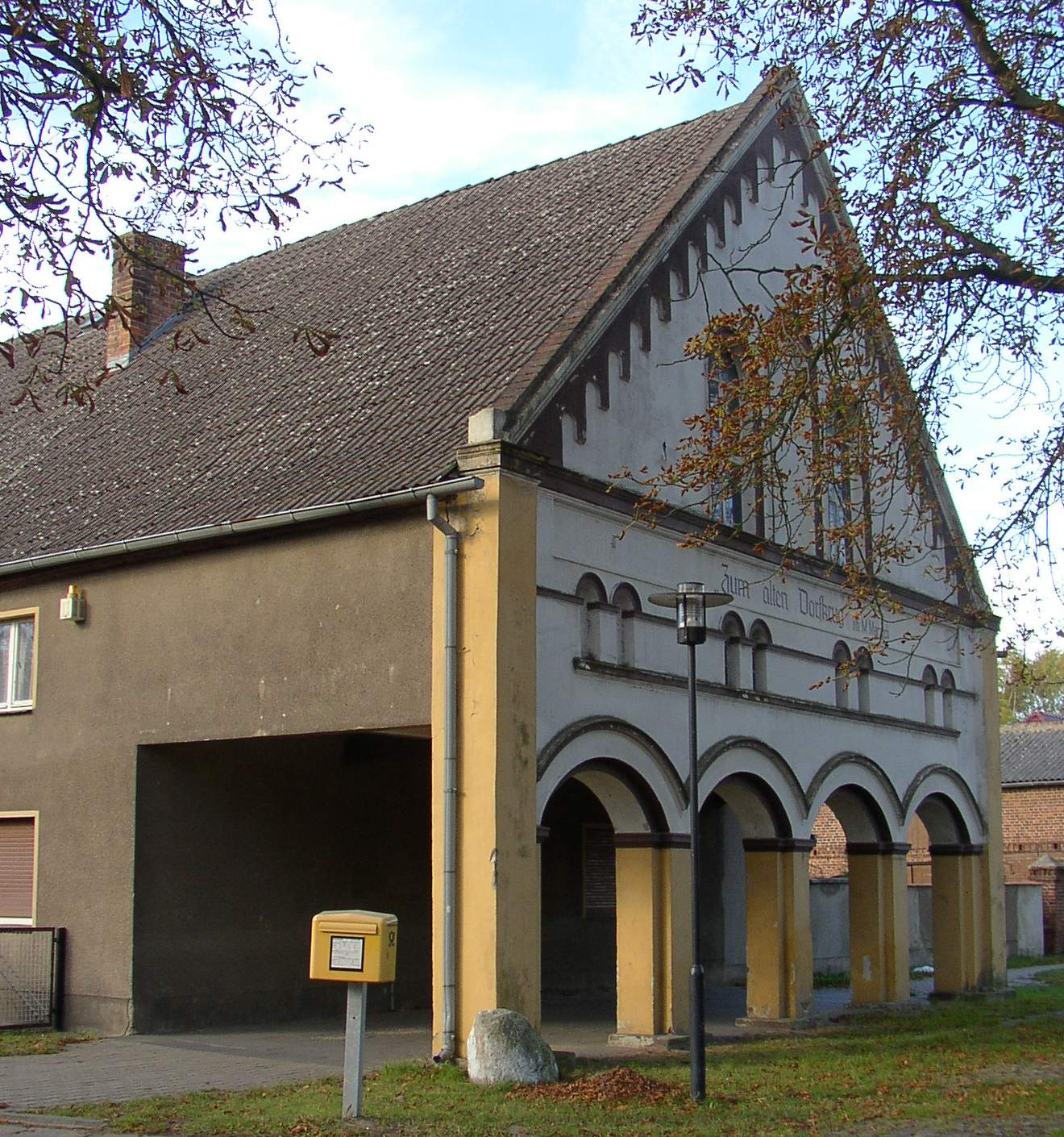
Vorlaubenhaus in Staffelde
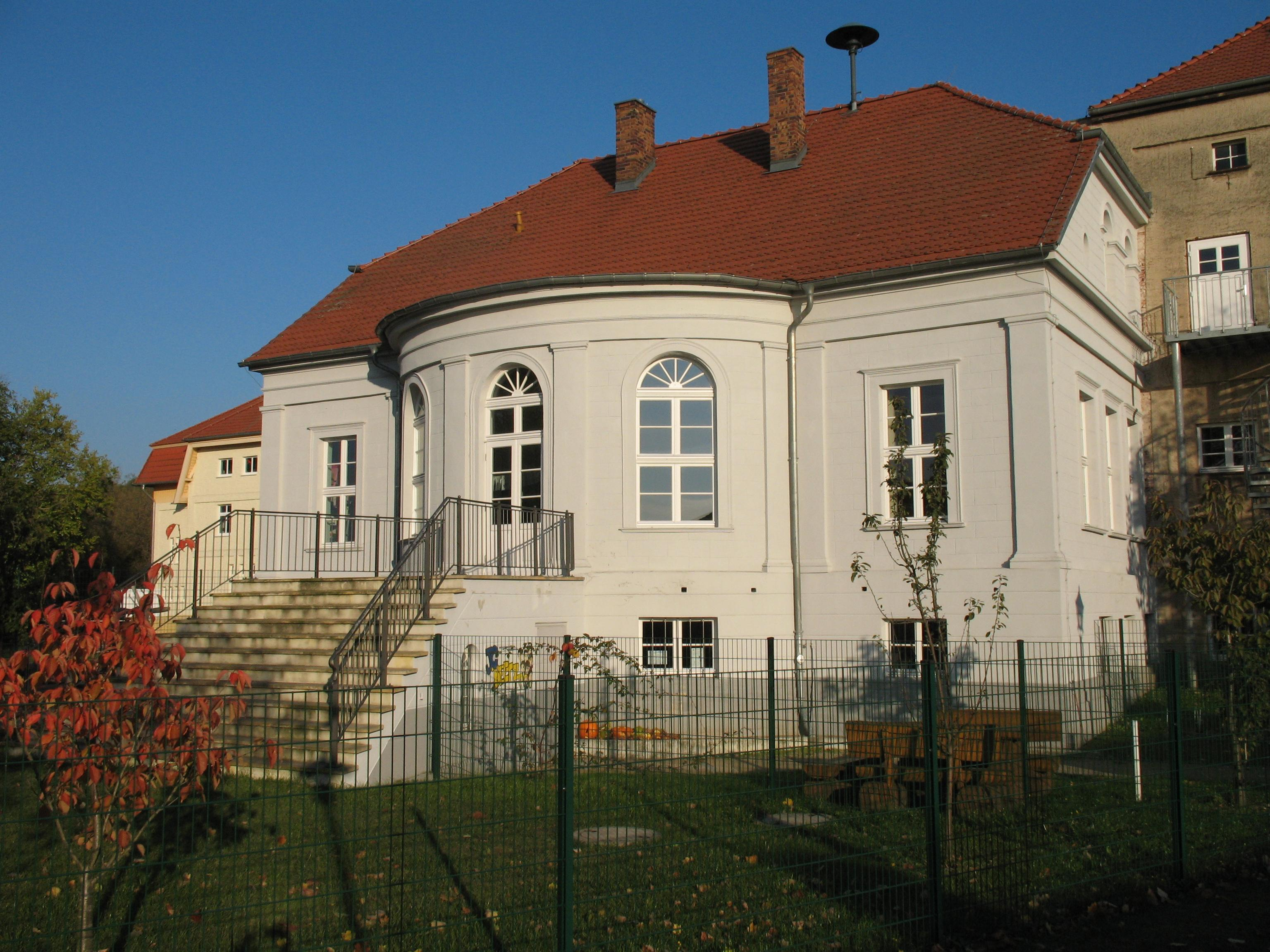
Gutshaus in Beetz

## Wirtschaft und Infrastruktur

### Unternehmen
Kremmen ist landwirtschaftlich geprägt, ein großer Teil der Bevölkerung lebt direkt oder indirekt von der Landwirtschaft. Größter nicht-landwirtschaftlicher Arbeitgeber in Kremmen dürfte seit 1994 die Lidl Lagergesellschaft sein. Hier arbeiten ca. 120 Kommissionierer. Im Ortsteil Sommerfeld befindet sich die Hellmuth-Ulrici-Klinik, ein medizinisches Zentrum für Erkrankungen des Bewegungssystems.

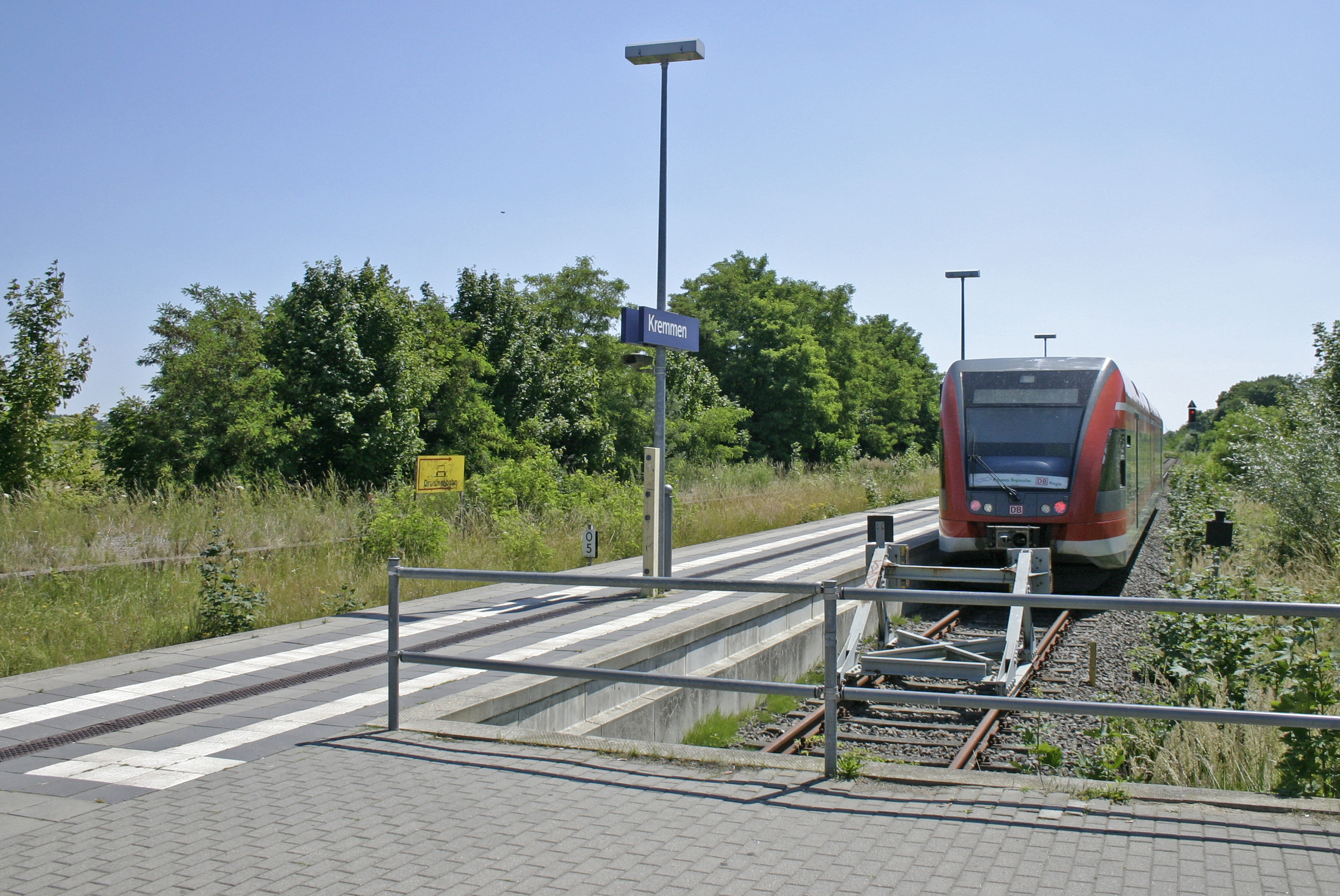
RB 55 im Bahnhof Kremmen (2015)

### Verkehr
Kremmen liegt an der Landesstraße L 170 zwischen Nauen und Oranienburg (bis 2014 Bundesstraße 273) und der L 19 nach Herzberg (Mark), die im 20. Jahrhundert aus dem mittelalterlichen Kremmener Damm entstanden ist. Die Anschlussstelle Kremmen an der A 24 liegt etwa 5 km südwestlich des Stadtzentrums.
Der Bahnhof Kremmen ist Endpunkt der in Berlin-Schönholz beginnenden Kremmener Bahn. Diese Strecke wird fortgeführt von der Strecke nach Meyenburg, die zu Beginn des 20. Jahrhunderts von der Ruppiner Eisenbahn AG betrieben wurde. An dieser befindet sich auch der Haltepunkt Beetz-Sommerfeld im Ortsteil Sommerfeld. Zudem verlief durch Kremmen die Bahnstrecke Nauen–Oranienburg, auf der 1967 der Personenverkehr und 1993 der Güterverkehr eingestellt wurde. Alle diese Strecken treffen sich im Kremmener Bahnhof. Direkt am Bahnhof befindet sich eine Fahrradabstellanlage, die durch Schüler und Pendler sehr gut ausgelastet ist.
Kremmen und Beetz-Sommerfeld werden stündlich von der Regional-Express-Linie RE 6, dem Prignitz-Express, von Berlin-Charlottenburg über Neuruppin und Wittstock (Dosse) nach Wittenberge bedient. Die Regionalbahnlinie RB 55 verkehrt, ebenfalls stündlich, zwischen Kremmen und Hennigsdorf (b Berlin).
Das Ultraleichtfluggelände Kremmen OT Hohenbruch liegt etwa 6,5 km nordöstlich des Zentrums im Ortsteil Hohenbruch.

## Persönlichkeiten

### In Kremmen geboren

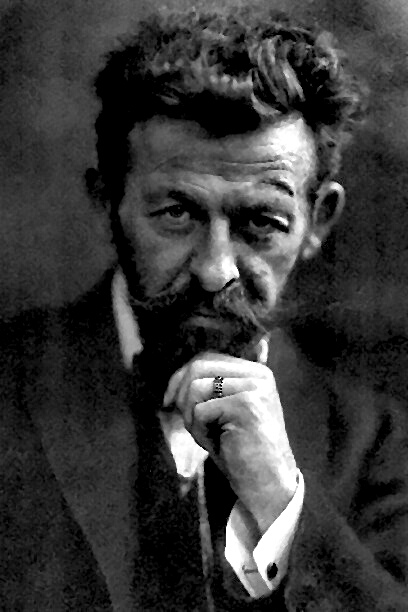
Richard Dehmel 1905

- Johann Grüwel (1638–1710), Gelehrter, Bürgermeister in Kremmen
- Michael Friedrich Unruh (1714–1765), evangelischer Geistlicher
- Karl Georg von Hake (1769–1835), preußischer General der Infanterie und Kriegsminister, auf Gut Flatow geboren
- Friedrich von Brandenstein (1786–1857), preußischer Generalleutnant, in Flatow geboren
- Louis Neye (1863–1955), Lehrbuchautor, in Flatow geboren
- Traut Sommer (1922–2004), Lehrerin und Autorin
- Marion Schaefer (* 1950), Apothekerin und Hochschullehrerin

### Mit Kremmen verbundene Persönlichkeiten
- Marcus von der Lütcke (1603–1686), Gutsbesitzer in Kremmen
- Michael Friedrich Unruh (1714–1765), evangelischer Geistlicher
- Samuel Buchholtz (1717–1774), lutherischer Theologe, Pfarrer in Kremmen
- Carl Schlickeysen (1824–1909), Erfinder, Ziegeleibesitzer in Kremmen
- Theodor Billroth (1829–1894), Chirurg, hat in Staffelde seine erste Operation und eine Obduktion durchgeführt[26]
- Richard Dehmel (1863–1920), Dichter und Schriftsteller, verbrachte seine Kindheit in Kremmen
- Paul Luther (1868–1954), Politiker (DVP), Pfarrer in Kremmen
- Eugen Stabe (1885–1968), Radrennfahrer, lebte in Kremmen
- Charlie Mills (1888–1972), Trabrennfahrer und Gutsbesitzer in Staffelde
- Rainer Oefelein (1935–2011), Architekt und Hochschullehrer, lebte in Kremmen
- Stefanie Gebauer (* 1980), Politikerin (Freie Wähler), lebt in Kremmen

## Trivia
Die Musikvideos zu den Bosse-Liedern „Ich warte auf dich“ und „Hallo Hometown“ wurden beide in Kremmen gedreht.